# مجلس النواب اليمني
مجلس النواب اليمني هو السلطة التشريعية للدولة بالإضافة إلى مجلس الشورى اليمني، مجلس النواب هو برلمان اليمن المنتخب، وهو الذي يقرر القوانين ويقر السياسة العامة للدولة والخطة العامة للتنمية الاقتصادية والاجتماعية والموازنة العامة والحساب الختامي، كما يمارس الرقابة على أعمال السلطة التنفيذية.

## التكوين والنشأة
يتألف مجلس النواب من 301 عضوًا، ومدته ست سنوات شمسية. وقد أنشئ المجلس لأول مرة في مايو 1990م، عقب قيام الوحدة اليمنية في 22 مايو 1990م، كمجلس مؤقت للفترة الانتقالية 1990-1993، وذلك من خلال دمج كامل أعضاء مجلس الشورى في الجمهورية العربية اليمنية، وعددهم (159) عضوًا، ومجلس الشعب الأعلى في جمهورية اليمن الديمقراطية، وعددهم (111) عضوًا، بموجب قرار من مجلس الرئاسة برقم (4) وتاريخ 24 مايو 1990م، وذلك استنادًا لنص المادة (54) من مشروع دستور الجمهورية اليمنية (دستور دولة الوحدة)، والمادة (3) من اتفاق إعلان الجمهورية اليمنية (اتفاقية عدن 1989م) وتنظيم الفترة الانتقالية، والتي نصت على ما يلي:
«تحدد فترة انتقالية لمدة سنتين وستة أشهر ابتداءً من تاريخ نفاذ هذا الاتفاق، ويتكون مجلس النواب خلال هذه الفترة من كامل أعضاء مجلس الشورى ومجلس الشعب الأعلى، بالإضافة إلى عدد (31) عضوًا يصدر بهم قرار من مجلس الرئاسة، ويمارس مجلس النواب كافة الصلاحيات المنصوص عليها في الدستور عدا (انتخاب مجلس الرئاسة، وتعديل الدستور)، وفي حالة خلو مقعد أي من أعضاء مجلس النواب لأي سبب كان، يتم ملؤه عن طريق التعيين من قبل مجلس الرئاسة». وقد استمر المجلس في مزاولة نشاطه التشريعي حتى إجراء الانتخابات النيابية الأولى في تاريخ المجلس والتي جرت في 27 أبريل 1993م.
ونظرًا للأهمية التاريخية لهذا المجلس كونه كان أول مجلس نيابي لدولة الوحدة والمرحلة المفصلية التي أنشئ فيها، نورد فيما يلي أسماء أعضاء ذلك المجلس كتوثيق تاريخي هام لمرحلة مهمة في تاريخه وتاريخ اليمن السياسي عمومًا.

### التشكيلة الأساسية للمجلس يوم 24 مايو 1990
|     | أعضاء مجلس النواب المؤقت للفترة الانتقالية 1990-1993 |     |                             |  |     |                             |     |                            |
| 1   | أحمد أحمد العقاب                                     | 2   | أحمد إسماعيل أبو حورية      |  | 151 | عبد الولي أحمد الشرجبي      | 152 | عبد الولي الشميري          |
| 3   | أحمد حسن الطيب                                       | 4   | أحمد درويش حسين             |  | 153 | عبد الوهاب أحمد الأنسي      | 154 | عبد الوهاب لطف الديلمي     |
| 5   | أحمد صالح بن دهري                                    | 6   | أحمد صالح الرعيني           |  | 155 | عبده محمد الجندي            | 156 | عثمان صالح العبسي          |
| 7   | أحمد صالح عبده                                       | 8   | أحمد عباد شايف              |  | 157 | عثمان عبد الجبار راشد       | 158 | علوي حسن العطاس            |
| 9   | أحمد عبد الدائم الطويري                              | 10  | أحمد عبد الرزاق الرقيحي     |  | 159 | علوي محمد الزريقي           | 160 | علي إبراهيم شوك            |
| 11  | أحمد عبد الله أبو منصور                              | 12  | أحمد عبد الله المجيدي       |  | 161 | علي أحمد الرصاص             | 162 | علي أحمد السلامي           |
| 13  | أحمد عبيد بن دغر                                     | 14  | أحمد علي حسين               |  | 163 | علي بغوي أصلع               | 164 | علي راشد الوادعي           |
| 15  | أحمد علي الحيجنة                                     | 16  | أحمد علي حيدر صالح          |  | 165 | علي سالم البيض              | 166 | علي سليم قباطي             |
| 17  | أحمد علي القيري                                      | 18  | أحمد علي محسن باشا          |  | 167 | علي شيخ عمر                 | 168 | علي صغير شامي              |
| 19  | أحمد علي السلامي                                     | 20  | أحمد علي المطري             |  | 169 | علي عبد ربه السلامي         | 170 | علي عبد الرزاق باذيب       |
| 21  | أحمد علي مقبل                                        | 22  | أحمد عوض سعيد باوزير        |  | 171 | علي عبد الله الأعوش         | 172 | علي عبد الله المقداد       |
| 23  | أحمد عوض بن جوهر                                     | 24  | أحمد فريد ظفير              |  | 173 | علي بن علي شكري             | 174 | علي لطف الثور              |
| 25  | أحمد قاسم دهمش                                       | 26  | أحمد محسن النويرة           |  | 175 | علي محمد أحمد               | 176 | علي محمد شيخ               |
| 27  | أحمد محفوظ عمر                                       | 28  | أحمد محمد الحبيشي           |  | 177 | علي محمد مغلس               | 178 | علي محمد هزاع              |
| 29  | أحمد محمد الكازمي                                    | 30  | أحمد محمد الخياري           |  | 179 | علي مقبل غثيم               | 180 | علي ناصر البخيتي           |
| 31  | أحمد محمد صوفان                                      | 32  | أحمد ناصر دنمي              |  | 181 | علي ناصر طريق               | 182 | علي هادي سعدان             |
| 33  | أسد حمزة عبد القادر                                  | 34  | اسماعيل عبد الرحمن السماوي  |  | 183 | علي وهبان العليي            | 184 | علي يحي العماد             |
| 35  | الخضر عبد ربه السوداي                                | 36  | برك أحمد باضاوي             |  | 185 | عمر أحمد السباعي            | 186 | عمر أحمد سيف               |
| 37  | جعفر سعيد با صالح                                    | 38  | جميل عبد الحميد الضباب      |  | 187 | عمر محمد عبد الصمد          | 188 | عوض عيسى با مطرف           |
| 39  | جميل غالب العديني                                    | 40  | جميلة علي محسن              |  | 189 | غالب أحمد مهدي              | 190 | غانم عبده العربي           |
| 41  | حسن صغير يغنم                                        | 42  | حسن محمد عبد الرزاق         |  | 191 | فاطمه محمد بلحمر            | 192 | فرج سعيد بن غانم           |
| 43  | حسن محمد المطري                                      | 44  | حسين أبو بكر المحضار        |  | 193 | فضل محسن عبد الله           | 194 | فيصل عبد الله مناع         |
| 45  | حسين عبد الله العمري                                 | 46  | حسين عثمان عشال             |  | 195 | فيصل عثمان بن شملان         | 196 | قاسم إبراهيم البحر         |
| 47  | حسين علي الحبيشي                                     | 48  | حسين علي حسن                |  | 197 | قاسم صالح المصباحي          | 198 | قاسم عبد الرب صالح         |
| 49  | حسين محمد الجماعي                                    | 50  | حسينه سالم علي              |  | 199 | قاسم يحي قاسم               | 200 | قائد صالح حسين             |
| 51  | حسينه محسن عبيد                                      | 52  | حمود حمود عاطف              |  | 201 | قائد شويط علي شويط          | 202 | قائد علي الغزالي           |
| 53  | حمود محمد بيدر                                       | 54  | حميد عبد الله العذري        |  | 203 | قائد محمد علي صلاح          | 204 | مانع علي غالب الصيح        |
| 55  | حيدر أبو بكر العطاس                                  | 56  | خالد إبراهيم حريري          |  | 205 | مبخوت صالح جراب             | 206 | مجاهد مجاهد القهالي        |
| 57  | خالد أبو بكر با رأس                                  | 58  | خالد عمر باجنيد             |  | 207 | محجب عثمان محجب             | 208 | محسن محمد أحمد قبع         |
| 59  | خالد مطهر الرضي                                      | 60  | درهم ناجي أبو لحوم          |  | 209 | محسن علي صالح               | 210 | محمد أحمد جرهوم            |
| 61  | راجح صالح ناجي                                       | 62  | راشد محمد ثابت              |  | 211 | محمد أحمد الحبابي           | 212 | محمد أحمد سلمان            |
| 63  | رياض العكبري                                         | 64  | زكي محمد خليفة              |  | 213 | محمد أحمد المحطوري          | 214 | محمد أحمد المساوى          |
| 65  | زيد محمد أبو علي                                     | 66  | سالم أبو بكر با سلم         |  | 215 | محمد أحمد المقالح           | 216 | محمد أسماعيل العمراني      |
| 67  | سالم أحمد با حلي                                     | 68  | سالم زين با حميد            |  | 217 | محمد الحاج الصالحي          | 218 | محمد حزام الشوحطي          |
| 69  | سالم صالح محمد                                       | 70  | سالم عمر باهرشان            |  | 219 | محمد حسن المعلم             | 220 | محمد حيدره مسدوس           |
| 71  | سالم عمر بكير                                        | 72  | سالم محمد جبران             |  | 221 | محمد زيد عمران              | 222 | محمد سالم بادينار          |
| 73  | سعد سالم فرج                                         | 74  | سعيد أحمد سلوم              |  | 223 | محمد سالم با سندوه          | 224 | محمد سعيد عبد الله (محسن)  |
| 75  | سعيد سالم با حقيبه                                   | 76  | سعيد شرف بدر                |  | 225 | محمد سعيد العمودي           | 226 | محمد صبار الجماعي          |
| 77  | سعيد صالح سالم                                       | 78  | سعيد عبد الخير النوبان      |  | 227 | محمد صراعي علي              | 228 | محمد عبد الله الطيري       |
| 79  | سعيد عبد الله با ظريس                                | 80  | سعيد عسكري عبد الله         |  | 229 | محمد عبد الله الفسيل        | 230 | محمد عبد الله قوس          |
| 81  | سعيد محمد الحكيمي                                    | 82  | سلطان أحمد السامعي          |  | 231 | محمد عبد الله نايف أبو فارع | 232 | محمد عبد الله النهاري      |
| 83  | سلطان أحمد عمر                                       | 84  | سلطان سعيد البركاني         |  | 233 | محمد عبد الولي السماوي      | 234 | محمد علاء الدين أمين النور |
| 85  | سلطان علي العراده                                    | 86  | سلطان مهيوب السفياني        |  | 235 | محمد علي باشماخ             | 236 | محمد علي البدري            |
| 87  | سليمان علي الفرج                                     | 88  | سود أحمد هفج                |  | 237 | محمد علي جيلان عابد         | 238 | محمد علي حزام الذيباني     |
| 89  | سيف صائل خالد                                        | 90  | سيف منصر محمد               |  | 239 | محمد علي عبدالله أبو لحوم   | 240 | محمد علي عبد الله البحر    |
| 91  | شعفل عمر علي                                         | 92  | شعيب محمد الفاشق            |  | 241 | محمد علي الغرباني           | 242 | محمد علي القيرحي           |
| 93  | شفيقة مرشد أحمد                                      | 94  | صادق عبد الله الأحمر        |  | 243 | محمد علي محمد عجلان         | 244 | محمد علي محمد مقرني        |
| 95  | صالح أبو بكر بن حسينون                               | 96  | صالح أحمد بامحبور           |  | 245 | محمد عوض السعدي             | 246 | محمد غالب أحمد             |
| 97  | صالح أحمد مقبل                                       | 98  | صالح سعيد قعطبة             |  | 247 | محمد قاسم عمر حسين          | 248 | محمد مثنى عبد الله الريبة  |
| 99  | صالح شائف حسين                                       | 100 | صالح صالح العبدي            |  | 249 | محمد محسن عطروش             | 250 | محمد محمد البحر            |
| 101 | صالح عبد الله عيديد                                  | 102 | صالح عبد الله مثنى          |  | 251 | محمد محمد بشير              | 252 | محمد محمد السبلاني         |
| 103 | صالح عبيد أحمد                                       | 104 | صالح علي الصريمي            |  | 253 | محمد محمد آل قاسم           | 254 | محمد محمد منصور            |
| 105 | صالح قسام الجنيد                                     | 106 | صالح منصر السييلي           |  | 255 | محمد محمد المطاع            | 256 | محمد مشعوف الاسلمي         |
| 107 | صالح ناصر نصران                                      | 108 | صلاح حسين الأعجم            |  | 257 | محمد مشلي الرضي             | 258 | محمد مفتاح عبد الرب        |
| 109 | طه علي صالح                                          | 110 | طاهر علي سيف                |  | 259 | محمد ناجي الشايف            | 260 | محمد ناجي الغادر           |
| 111 | عائده علي سعيد                                       | 112 | عبد الباسط علي أحمد         |  | 261 | محمد ناصر باقادر            | 262 | محمد يحي العاضي            |
| 113 | عبدالجبار أحمد المجاهد                               | 114 | عبد الجبار علي السفياني     |  | 263 | محمد يحي عبده حسن           | 264 | محمد يحي منصر              |
| 115 | عبد الجبار هائل سعيد                                 | 116 | عبد الحافظ قائد             |  | 265 | محمود حسين سبعه             | 266 | محمود سعيد مدحي            |
| 117 | عبد الحميد حميد النهاري                              | 118 | عبد الحميد سيف الحدي        |  | 267 | محمود عبد الله عراسي        | 268 | محمود علي مقبل سعيد        |
| 119 | عبد الحميد نعمان بن قائد                             | 120 | عبد ربه حمود راجح بن سعيد   |  | 269 | مزنه صالح محسن              | 270 | ملكي عبد الله حسن          |
| 121 | عبد الرحمن شرف عبد الله                              | 122 | عبد الرحمن عبد الله المحبشي |  | 271 | منى باشراحيل                | 272 | منصور أحمد الصلوي          |
| 123 | عبد الرحمن عبد الله مكرم                             | 124 | عبد الرحمن محمد حميد        |  | 273 | مهدي صالح الجعدي            | 274 | مهدي صالح حسين             |
| 125 | عبد الرحمن محمد السالمي                              | 126 | عبد الرحمن مهيوب            |  | 275 | مهدي عبد الله سعيد          | 276 | ناجي عثمان أحمد            |
| 127 | عبد الرحمن يحي العماد                                | 128 | عبد العزيز عبده محمد الدالي |  | 277 | ناجي علي الأشول             | 278 | نجيب قحطان الشعبي          |
| 129 | عبد العزيز محمد الحبيشي                              | 130 | عبد الغني حميد العامري      |  | 279 | نادية محمد سالم             | 280 | ناصر طالب سريع             |
| 131 | عبد الغني قاسم                                       | 132 | عبد القادر باجمال           |  | 281 | ناصر عبده عرمان             | 282 | ناصر محمد الشيباني         |
| 133 | عبد القدوس المضواحي                                  | 134 | عبد القوي حسين الحميقاني    |  | 283 | نايف محمد الحميري           | 284 | نعمان محمد المسعودي        |
| 135 | عبد القوي محمد رشاد                                  | 136 | عبد الله حامس العوجري       |  | 285 | هشام علي بن علي             | 286 | هيثم قاسم طاهر             |
| 137 | عبد الله صالح سبعة                                   | 138 | عبد الله علي المهدي         |  | 287 | ياسين سعيد نعمان            | 288 | يحي بدر الدين الحوثي       |
| 139 | عبد الله علي صعتر                                    | 140 | عبد الله محسن الأكوع        |  | 289 | يحي سهيل الحرجوج            | 290 | يحي صغير المسعودي          |
| 141 | عبد الله محمد الجائفي                                | 142 | عبد الله محمد حمزه          |  | 291 | يحي عبد الله قحطان          | 292 | يحي علي الراعي             |
| 143 | عبد الله محمد عثمان                                  | 144 | عبد الله مطلق صالح          |  | 293 | يحي مصلح مهدي               | 294 | يحي محمد العنسي            |
| 145 | عبد الله ناصر رشيد                                   | 146 | عبد الله ناصر الظرافي       |  | 295 | يحي مقبل شملان              | 296 | يحي منصور أبو أصبع         |
| 147 | عبد الله ناصر الأنسي                                 | 148 | عبد الكريم عبد الله العرشي  |  | 297 | يحي يحي الشبامي             | 298 | يوسف محمد الشحاري          |
| 149 | عبد الواحد حسن الربيعي                               | 150 | عبد الواسع أحمد سلام        |  | 299 | صالح عبد الله ناجي          | 300 | محمد مرشد ناجي             |
|     |                                                      |     |                             |  |     |                             | 301 | محمود محمد طرموم           |

وقد انتخب المجلس في جلسته الأولى المنعقدة بتاريخ 26 مايو 1990م رئيس المجلس وأعضاء هيئة الرئاسة على النحو التالي:-
| 1- د/ ياسين سعيد نعمان | رئيسًا للمجلس          |
| 2- علي مقبل غثيم       | عضو هيئة رئاسة المجلس |
| 3- سعيد محمد الحكيمي   | عضو هيئة رئاسة المجلس |
| 4- يوسف محمد الشحاري   | عضو هيئة رئاسة المجلس |

## انتخابات المجلس المتعاقبة
مع انتهاء الفترة الانتقالية (1990-1993) انتهت معها فترة مجلس النواب المؤقت في أبريل 1993. جرت بعدها ثلاثة انتخابات نيابية حرة ومباشرة للمجلس، وفي مواعيدها القانونية، حيث جرت:

### الانتخابات البرلمانية الأولى في 27 أبريل 1993م،[6]
واستمر المجلس فترته التشريعية كاملة 1993-1997. (طالع: الانتخابات البرلمانية اليمنية 1993)

### الانتخابات الثانية في 27 أبريل 1997م،[7]
واستمر المجلس فترته التشريعية كاملة 1997-2003. (طالع: الانتخابات البرلمانية اليمنية 1997)، ثم

### الانتخابات الثالثة في 27 أبريل 2003م.
(طالع: الانتخابات البرلمانية اليمنية 2003).
وكان من المقرر أن تنتهي فترة المجلس الأخير في 27 أبريل 2009م، إلا أنه جرى تأجيل الانتخابات المستحقة من 2009 حتى 2011 بعد الاتفاق بين الحزب الحاكم وأحزاب المعارضة على تعديل الدستور خلال تلك الفترة عبر ما يسمى إتفاق فبراير، غير أنه لم يتم الإتفاق على تعديل الدستور. ثم تجمدت بعدها العملية الانتخابية بقيام ثورة الشباب اليمنية في فبراير 2011، عُقدت آخر جلسة برلمانية للمجلس في 22 ديسمبر 2014 بحضور 59 نائب فقط.
في 6 فبراير 2015، أصدر الحوثيون إعلاناً دستورياً باسم اللجنة الثورية، قضى بحل المجلس وتشكيل مجلس وطني انتقالي، مكون من 551 عضواً، ثم تراجع الحوثيون بعد فترة وجيزة عن هذا الإجراء ووافقوا على إعادة المجلس للعمل بعد محادثات بوساطة الأمم المتحدة.
أصبح صالح الصماد رئيسًا للمجلس السياسي الأعلى في 6 أغسطس 2016 وبدأ عمله في المنصب بعد أدائه القسم في مجلس النواب في 14 أغسطس 2016.
ويعقد المجلس الذي يقبع تحت سيطرة الحوثيين اجتماعاته في صنعاء منذ 2016، وأدى صالح علي الصماد ومهدي المشاط اليمين الدستورية في المجلس كرؤساء لليمن؛ رغم الاتهامات التي قالت أن المجلس انعقد دون النصاب القانوني.
استؤنفت جلسات المجلس الشرعي بحضور الرئيس عبد ربه منصور هادي و 145 عضواً، في 13 أبريل 2019 بمدينة سيئون بمحافظة حضرموت شرق اليمن، وتم انتخاب رئاسة جديدة للمجلس، بعد توقف منذ 2015.
وبعد نفاذ الدستور الجديد فإنه سيتم إنشاء الجمعية الوطنية اليمنية وتتكون من مجلسين هما: (مجلس النواب ومجلس الاتحاد).

## آخر انتخابات
اجريت آخر انتخابات نيابية في عام 2003 وفازت فيها الأحزاب التالية:
| الحزب                           | الحزب                                         | الأصوات   | %      | المقاعد | +/–  |
| ------------------------------- | --------------------------------------------- | --------- | ------ | ------- | ---- |
|                                 | المؤتمر الشعبي العام                          | 3٬465٬117 | 57.79  | 229     | +42  |
|                                 | التجمع اليمني للإصلاح                         | 1٬349٬485 | 22.51  | 45      | –8   |
|                                 | الحزب الاشتراكي اليمني                        | 291٬541   | 4.86   | 7       | جديد |
|                                 | التنظيم الوحدوي الشعبي الناصري                | 109٬714   | 1.83   | 3       | 0    |
|                                 | حزب البعث العربي الاشتراكي - قطر اليمن        | 40٬872    | 0.68   | 2       | 0    |
|                                 | حزب غير مسمى                                  | 25٬352    | 0.42   | 1       | –    |
|                                 | حزب البعث العربي الاشتراكي القومي - قطر اليمن | 23٬745    | 0.40   | 0       | 0    |
|                                 | تنظيم التصحيح الشعبي الناصري                  | 15٬257    | 0.25   | 0       | 0    |
|                                 | الاتحاد اليمني للقوات الشعبية                 | 11٬967    | 0.20   | 0       | –    |
|                                 | الحزب الناصري الديمقراطي                      | 9٬829     | 0.16   | 0       | 0    |
|                                 | الجبهة الوطنية الديمقراطية                    | 7٬056     | 0.12   | 0       | –    |
|                                 | الحزب القومي الاجتماعي                        | 5٬349     | 0.09   | 0       | –    |
|                                 | حزب الحق                                      | 4٬585     | 0.08   | 0       | 0    |
|                                 | حزب الشعب الديمقراطي                          | 4٬077     | 0.07   | 0       | –    |
|                                 | الاتحاد الديمقراطي للقوات الشعبية             | 3٬003     | 0.05   | 0       | –    |
|                                 | حزب الخضر الاجتماعي                           | 2٬276     | 0.04   | 0       | –    |
|                                 | حزب الوحدة الشعبي                             | 1٬739     | 0.03   | 0       | –    |
|                                 | حزب الرابطة اليمنية                           | 1٬383     | 0.02   | 0       | –    |
|                                 | حزب جبهة التحرير                              | 1٬282     | 0.02   | 0       | –    |
|                                 | حزب التحرير الوحدوي الشعبي                    | 1٬241     | 0.02   | 0       | –    |
|                                 | التجمع الوحدوي اليمني                         | 483       | 0.01   | 0       | –    |
|                                 | منظمة سبتمبر الديمقراطية                      | 81        | 0.00   | 0       | –    |
|                                 | مستقلون                                       | 620٬615   | 10.35  | 14      | –40  |
| المجموع                         | المجموع                                       | 5٬996٬049 | 100.00 | 301     | 0    |
|                                 |                                               |           |        |         |      |
| الأصوات الصحيحة                 | الأصوات الصحيحة                               | 5٬996٬049 | 96.69  |         |      |
| الأصوات الباطلة والفارغة        | الأصوات الباطلة والفارغة                      | 205٬205   | 3.31   |         |      |
| مجموع الأصوات                   | مجموع الأصوات                                 | 6٬201٬254 | 100.00 |         |      |
| الناخبين المسجلين ومعدل الإقبال | الناخبين المسجلين ومعدل الإقبال               | 8٬097٬514 | 76.58  |         |      |
| المصدر: Yemen NIC               |                                               |           |        |         |      |

## كتل البرلمان
| م | الكتلة                         | عدد الأعضاء | الرئيس        |
| - | ------------------------------ | ----------- | ------------- |
| 1 | المؤتمر الشعبي العام           | 170         |               |
| 2 | التجمع اليمني للإصلاح          | 44          |               |
| 3 | الحزب الاشتراكي اليمني         | 8           |               |
| 4 | حزب البعث العربي الاشتراكي     | 1           |               |
| 5 | التنظيم الوحدوي الشعبي الناصري | 3           |               |
| 6 | مستقل                          | 32          |               |
| 7 | كتلة الاحرار للإنقاذ الوطني    | 11          | عبده محمد بشر |

## التمديد للمجلس
انتهت فترة البرلمان في 27 أبريل 2009 ولكن تم التجديد له لمدة سنتين باتفاق سياسي، وبعدها تمدد له سنتين إضافيتين بموجب المبادرة الخليجية.
- الفترة الأولى: (2009 - 2011): شهد العام 2008 جولات حوارية متقطعة توصل خلالها الفريقان إلى الاتفاق على معظم مطالب أحزاب اللقاء المشترك حول الإصلاحات الانتخابية ومشروع التعديلات الدستورية ولكن أطاح به البرلمان فقاطعت أحزاب المشترك جلسات البرلمان[17] ولإتاحة الفرصة أمام مساعي الحوار وقعت أحزاب البرلمان «اتفاق فبراير 2009» المكون من ثلاثة بنود أسفر عن التمديد لمجلس النواب لمدة سنتين إضافيتين لتتأجل الانتخابات النيابية إلى 27 أبريل 2011.
- الفترة الثانية: (2011 - 2014) تأجلت الانتخابات مرة أخرى إلى 2014 بسبب قيام ثورة الشباب اليمنية وبحسب ما تضمنته المبادرة الخليجية.

## رئاسـة المجلس
ظل يحيى علي الراعي رئيساً لمجلس النواب منذ 11 فبراير 2008 حتى 13 أبريل 2019.

### 2008 - 2019
- رئيس المجلس: يحيى علي الراعي
- نائب رئيس المجلس للشؤون البرلمانية والعلاقات الخارجية: محمد علي سالم الشدادي
- نائب رئيس المجلس للشؤون التنظيمية والفنية: حمير عبد الله حسين الأحمر
- نائب رئيس المجلس للشؤون التشريعية والرقابية: أكرم عبد الله محمد عطيه

### 2019 - الآن
- رئيس المجلس: سلطان البركاني
- نائب رئيس المجلس للشؤون البرلمانية والعلاقات الخارجية: محمد علي سالم الشدادي
- نائب رئيس المجلس للشؤون التنظيمية والفنية: محسن علي باصره
- نائب رئيس المجلس للشؤون التشريعية والرقابية: عبد العزيز أحمد جباري

## نظام وقانون المجلس
يتكون مجلس النواب من 301 عضو، ينتخبون من قبل الشعب وتقسم الجمهورية إلى 301 دائرة انتخابية متساوية من حيث العدد السكاني تقريباً وينتخب عن كل دائرة عضو واحد.
أجهزة المجلس الرئيسة هي ثلاثة:
1. رئاسـة المجلس: ينتخب مجلس النواب في أول اجتماع له بالأغلبية المطلقة أعضاء رئاسة المجلس من رئيس وأعضاء هيئة رئاسة. رئيس المجلس يرأس جلسات المجلس، فهو الذي يفتتح الجلسات ويضبطها ويديرها، ويأذن في الكلام، ويحدد موضوع النقاش وفقاً لجدول الأعمال.كما أنه يشرف على جميع أعمال المجلس وعلى أعمال جميع تكويناته.
2. هيئة رئاسة المجلس: تتكون هيئة رئاسة المجلس من رئيس المجلس ونوابه الثلاثة، وكلهم يمثلون هيئة رئاسة المجلس، وتتولى هيئة رئاسة المجلس الإشراف على نشاط المجلس ولجانه، ومعاونة مختلف اللجان في شتى المجالات وهي الجهاز الدائم للمجلس، مسئولة أمامه عن جميع أعماله. وتقوم الهيئة بالعديد من المهمات التنظيمية الهامة.
3. اللجان: تمتع اللجان بأهمية كبيرة في المجلس، فلكل عضو الحرية بالانضمام إلى أي لجنة حسب تخصصه وهو ما يزيد من فعالية اللجان ونشاطها. تتكون كل لجنة من (10-15) عضواً يتم عرض ترشيحهم من قبل هيئة الرئاسة على المجلس للموافقة عليهم، وتتشكل اللجان الدائمة بالمجلس على النحو التالي:

| - لجنة الشؤون الدستورية والقانونية - لجنة التنمية والنفط والثروات المعدنية - لجنة التجارة والصناعة - لجنة الشؤون المالية - لجنة التربية والتعليم - لجنة التعليم العالي والشباب والرياضة - لجنة المواصلات والنقل | - لجنة الزراعة والأسماك والموارد المائية - لجنة القوى العاملة والشؤون الاجتماعية - لجنة الشؤون الخارجية والمغـتربين - لجنة العدل والأوقاف - لجنة تقنين أحكام الشريعة الإسلامية - لجنة الحريات العامة وحقوق الإنسان | - لجنة الإعلام والثقافة والسياحة - لجنة الخدمات - لجنة الصحة العامة والسكان - لجنة الدفاع والأمن - لجنة الإدارة المحلية - لجنة العـرائض والشكاوى |  |

### مدة المجلس
مدة مجلس النواب ست سنوات شمسية تبدأ من تاريخ أول اجتماع له، ويدعو رئيس الجمهورية الناخبين إلى انتخاب مجلس جديد قبل انتهاء مدة المجلس بستين يوماً على الأقل.

## وصلات خارجية
- "صراع البرلمانات – تقرير اليمن، أبريل / نيسان 2019". مركز صنعاء للدراسات الإستراتيجية. 17 مايو 2019. مؤرشف من الأصل في 2021-1-30. اطلع عليه بتاريخ 2021-3-5. {{استشهاد ويب}}: |archive-date= / |archive-url= timestamp mismatch (مساعدة)